# Culto do Ser Supremo
O Culto do Ser Supremo (Culte de l'Être suprême) foi um tipo de deísmo estabelecido em França por Maximilien Robespierre durante a Revolução Francesa. Pretendia-se torná-lo a religião oficial da nova República Francesa, substituindo tanto o Catolicismo como a sua rival, o Culto da Deusa Razão. Ficou sem apoio após a queda de Robespierre e foi oficialmente proscrita pelo Primeiro Cônsul Napoleão Bonaparte em 1802.

## Impacto revolucionário
Robespierre usou a questão religiosa para denunciar publicamente os motivos de muitos radicais que não estavam em seu campo, e isso levou, direta ou indiretamente, à execução de descristianizadores revolucionários como Jacques Hébert, Antoine-François Momoro e Anacharsis Cloots. O estabelecimento do Culto do Ser Supremo representou o início da reversão do processo de descristianização que havia sido visto anteriormente com favor oficial. Simultaneamente, marcou o apogeu do poder de Robespierre. Embora em teoria ele fosse apenas um membro igual do Comitê de Segurança Pública, Robespierre neste ponto possuía uma proeminência nacional incomparável.

## Festival do Ser Supremo

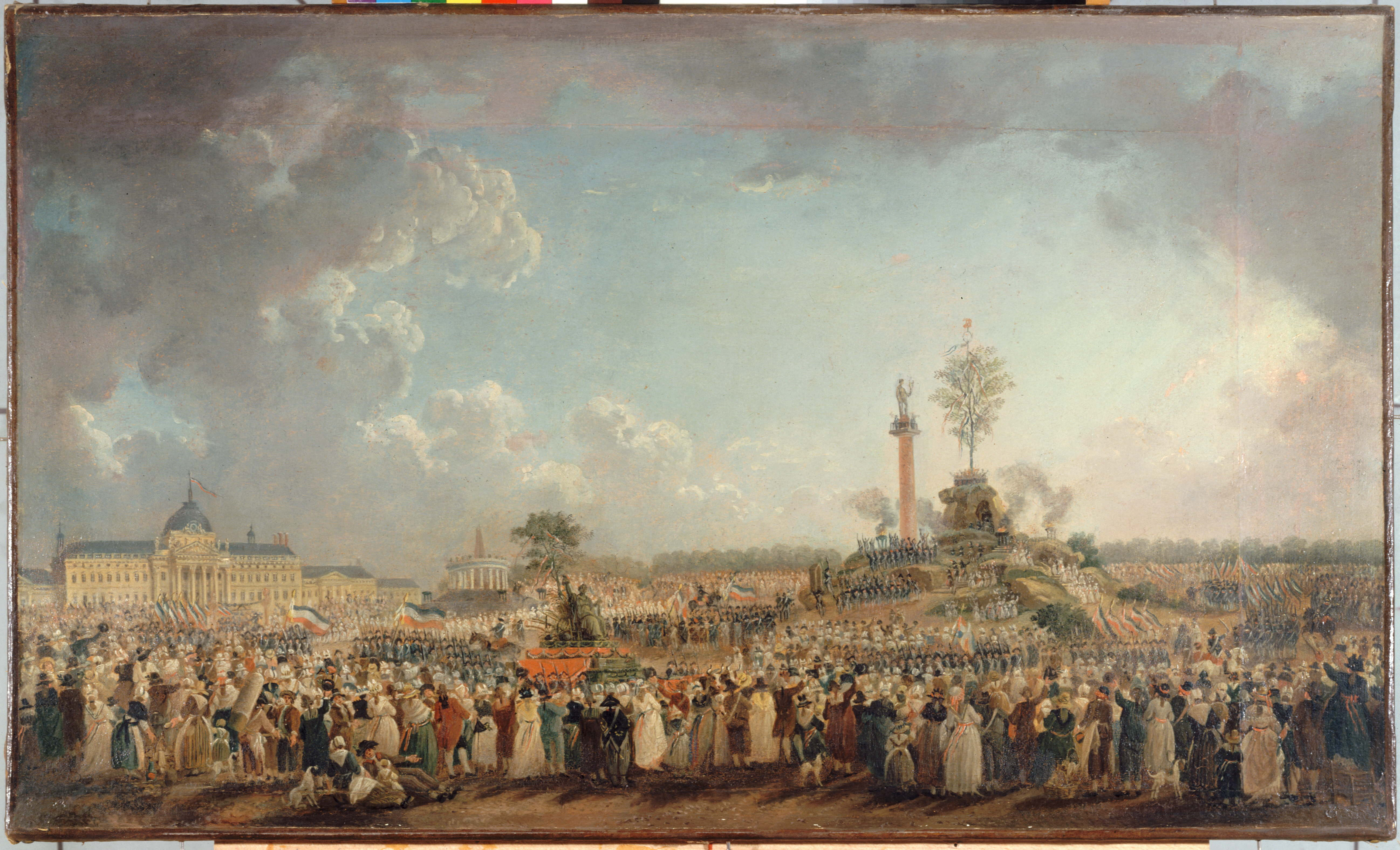
A Festa do Ser Supremo, de Pierre-Antoine Demachy (1794)

Para inaugurar a nova religião do Estado, Robespierre declarou que 20 do Prairial Ano II (8 de junho de 1794) seria o primeiro dia de celebração nacional do Ser Supremo, e os futuros feriados republicanos seriam celebrados a cada dez dias - os dias de descanso (décadi) no novo calendário republicano francês. Cada localidade foi obrigada a realizar um evento comemorativo, mas o evento em Paris foi projetado em grande escala. O festival foi organizado pelo artista Jacques-Louis David e aconteceu em torno de uma montanha artificial no Campo de Marte. Robespierre assumiu a liderança total do evento, com força - e, para muitos, ostensivamente—declarando a verdade e a "utilidade social" de sua nova religião. Enquanto os festivais revolucionários anteriores eram mais espontâneos, o Festival do Ser Supremo foi meticulosamente planejado. A historiadora Mona Ozouf observou como a "rigidez rangente" do evento foi vista por alguns como um prenúncio da "esclerose da Revolução".

## Legado
O Culto do Ser Supremo e seu festival podem ter contribuído para a Reação Termidoriana e a queda de Robespierre. De acordo com Madame de Staël, foi a partir dessa época que ele se perdeu. Com sua morte na guilhotina em 28 de julho de 1794, o culto perdeu toda sanção oficial e desapareceu da vista do público. Foi oficialmente banido por Napoleão Bonaparte em 8 de abril de 1802 com sua Lei sobre Cultos de 18 Germinal, Ano X.